# Listă de filme americane din 2017
Aceasta este o listă de filme americane din 2017:
- Capcană mortală (Bullet Head), regia Paul Solet.
- Mame bune și nebune 2 (A Bad Moms Christmas), regia Jon Lucas și Scott Moore